# Chiudo gli occhi e salto
Chiudo gli occhi e salto è un singolo della rapper italiana Baby K, pubblicato il 23 ottobre 2015 come terzo estratto dal secondo album in studio Kiss Kiss Bang Bang.

## Descrizione
Quinta traccia dell'album, il brano ha visto la partecipazione vocale della cantante Federica Abbate, autrice del testo del brano insieme a Baby K. La musica, invece, è stata composta dal duo Takagi & Ketra. Riguardo al brano, la stessa Baby k ha dichiarato:

## Video musicale
Il videoclip, nato da un'idea di Baby K e diretto dal regista Alberto Salvucci, viene reso disponibile l'11 novembre 2015 attraverso il canale YouTube di Baby K.